# Michael Arlen
Michael Arlen (Armenio: Մայքլ Արլեն; 16 de noviembre de 1895-23 de junio de 1956), nacido como Dikran Kouyoumdjian, fue un ensayista, escritor de cuentos, novelista, dramaturgo y guionista armenio quien tuvo sus éxitos más relevantes en la década de 1920 mientras vivía y escribía en Inglaterra. A pesar de que Arlen es más famoso por sus romances satíricos que se desarrollan en la elegante sociedad inglesa, también escribió terror gótico y thrillers psicológicos, por ejemplo "El Señor de América", filmado en 1956 como episodio televisivo para la serie de televisión de Alfred Hitchcock, "Alfred Hitchcock Presenta". Cerca del fin de su vida, Arlen se ocupó principalmente de la escritura política. El estilo vívido pero coloquial de Arlen "con inversiones e inflexiones inusuales de tono exótico y elevado", se dio en conocer como Arlenesco.
Una figura muy de la sociedad de los años 20, como las que retrataba en sus novelas, y un hombre que podría ser referido como un dandi, Arlen invariablemente impresionaba a todo el mundo con sus inmaculadas maneras. Él siempre impecablemente vestido y acicalado, era visto conduciendo por Londres en un elegante Rolls Royce amarillo, y comprometido en toda clase de actividades suntuosas. Aun así, era bien consciente de la sospecha latente sobre los extranjeros, mezclada con envidia, con que su éxito era visto por algunos. Sydney Horler (1888–1954), otro autor popular de la época, se dice que llamó a Arlen "el único armenio que nunca trató de venderme una alfombra", mientras Arlen medio humorísticamente se describió como "cada pulgada un señor".

## Biografía

### Comienzos: Yendo a Inglaterra
Michael Arlen nació como Dikran Kouyoumdjian, el 16 de noviembre de 1895, en Rousse, Bulgaria, de una familia de comerciantes armenios. En 1892, la familia Arlen se mudó a Plovdiv, Bulgaria, huyendo de persecuciones turcas a los armenios en el Imperio Otomano. En Plovdiv, el padre de Arlen, Sarkis Kouyoumdjian, estableció un negocio de importación exitoso. En 1895, Arlen nació como el niño más joven de cinco, teniendo tres hermanos, Takvor, Krikor, y Roupen, y una hermana, Ahavni. En 1901, aparentemente no sintiéndose satisfecho con la posición de Bulgaria en la guerra que se aproximaba,  la familia Arlen se mudó una vez más: esta vez a la ciudad costera de Southport en Lancashire, Inglaterra.

### Adolescencia: Deviniendo en escritor
Después de asistir a la Universidad de Malvern y pasando un tiempo breve en Suiza, Arlen se anotó como estudiante de medicina en la Universidad de Edimburgo, a pesar de su intención y la de su familia de que fuera a Oxford. Si vemos el primer libro que publicó Arlen, La Aventura de Londres, como semiautobiográfico, entonces nunca sabemos por qué Arlen hizo esta "equivocación tonta" de ir a Edimburgo en vez de Oxford. Sabemos sin embargo qué dirigió Arlen a Londres, donde haría su irrupción a la carrera literaria.
En La Aventura de Londres, Arlen escribe: "yo, en Edimburgo, estaba en el camino exitoso hacia una ineptitud general. Sólo estuve allí unos pocos meses; meses desordenados de medicina elemental, economía política, metafísica, teosofía--yo una vez pasé  programas en una conferencia de Annie Besant en el Usher Hall--y cerveza, mucha cerveza. Y entonces, una noche vacié mi último vaso, y con otra mirada de reojo a Oxford, me vine a Londres; 'para iniciar una carrera literaria' que mi biógrafo sin duda escribirá de mí." (p. 132)
En 1913, después de unos cuantos meses de universidad, Arlen se mudó a Londres para vivir de su pluma. Un año más tarde estalló la Primera Guerra Mundial, e hizo bastante difícil la posición de Arlen como búlgaro en Inglaterra. La nacionalidad de Arlen era todavía búlgara, pero Bulgaria lo había repudiado por no servir en su ejército. Al ser Bulgaria aliada de Alemania, Inglaterra sospechaba de Arlen, quien tampoco podía ser naturalizado como ciudadano británico, ni cambiar su nombre. En Londres, Arlen encontró compañía en círculos literarios modernistas con otros quienes habían sido mirados sospechosamente o se habían negado a hacer el servicio militar. Entre estos estaba Aldous Huxley, D. H. Lawrence, Nancy Cunard, y George Moore.

### Adulto joven: Los inicios
Arlen empezó su carrera literaria en 1916, escribiendo bajo su nombre de nacimiento, Dikran Kouyoumdjian, primero en un periódico en Londres, Ararat: A Searchlight on Armenia, y poco después para The New Age, una revista semanal británica de política, artes y literatura. Para estas dos revistas, Arlen escribió ensayos, reseñas de libros, ensayos personales, cuentos, e incluso una obra corta.
Las últimas entregas de Arlen a The New Age (La Nueva Era), una serie de ensayos personales semiautobiográficos titulados "The London Papers" (Los Papeles de Londres), fue reunida en 1920 y publicada con leves revisiones como The London Venture (La Aventura de Londres). A partir de entonces empezó a firmar sus trabajos como Michael Arlen. Ya en enero y abril de 1920,  dos cuentos de Arlen, fueron publicados en The English Review, bajo la firma de Michael Arlen. En 1922, Arlen se naturalizó como ciudadano británico y cambió legalmente su nombre de nacimiento, de Dikran Kouyoumdjian a Michael Arlen.
En 1920, Arlen pasó algún tiempo en Francia con Nancy Cunard, a pesar de que ella estaba casada con otro en ese tiempo — una relación que alimentó los celos de Aldous Huxley. Durante el los años 1920s, Shepherd Market era un lugar de moda en el barrio de Mayfair. Michael Arlen alquiló las habitaciones frente al pub The Grapes, y más tarde usó el Shepherd Market como el escenario para The Green Hat (El Sombrero Verde).

#### Fama y fortuna
Después de  "La Aventura de Londres", Arlen trabajó en romances, condimentándolos con elementos de emociones psicológicas y terror, incluyendo The Romantic Lady (La Señora Romántica), These Charming People (Estas Personas Encantadoras), y "Piracy": A Romantic Chronicle of These Days ("Piratería": Una Crónica Romántica de Estos Días). En Estas Personas Encantadoras, por ejemplo, Arlen escribió cuentos con elementos de fantasía y horror, en particular "The Ancient Sin" (El Pecado Antiguo) y "The Loquacious Lady of Lansdowne Passage" (La Señora Locuaz del Pasaje Lansdowne). El volumen también introdujo un señor sinvergüenza evocador de Raffles  en el cuento "The Cavalier of the Streets" (El Caballero de las Calles). El título de otra historia, "When a Nightingale Sang in Berkeley Square" (Cuando un Ruiseñor Cantó en Plaza de Berkeley), fue la inspiración para la canción popular del mismo nombre.
Los trabajos mencionados finalmente culminaron en el libro que lanzaría a Arlen a la fama y la fortuna en los años 1920s: The Green Hat (El Sombrero Verde), publicado en 1924. El Sombrero Verde narra la corta vida y muerte violenta de la femme fatale y elegante viuda Iris Storm, dueña del sombrero del título y un Hispano Suiza amarillo. Fue convertido en una obra teatral, producida exitosamente en Broadway, en 1925, protagonizada por Katharine Cornell  y casi simultáneamente pero menos exitosamente en el West End de Londres, protagonizada por Tallulah Bankhead, y una película de Hollywood (muda) en 1928, protagonizada por Greta Garbo y John Gilbert. El libro figura en A Question of Upbringing (Una Cuestión de Crianza) por Anthony Powell como representativo de la vida en Shepherd Market. Como El Sombrero Verde fue considerado provocativo en los Estados Unidos, en la película no se permitió hacer ninguna referencia a él, y por lo tanto se la tituló A Woman of Affairs. La película también ocultó/alteró puntos de la trama que aluden a homosexualidad y enfermedades venéreas. Fue adaptado por segunda vez en 1934, como Outcast Lady, con Constance Bennett y Herbert Marshall en los roles principales.
Después de la publicación de El Sombrero Verde, Arlen se hizo casi instantáneamente famoso, rico, y como las celebridades de hoy, incesantemente en el foco de la atención y en los diarios. Durante este periodo de su fama, en la mitad de los 1920s, Arlen viajó frecuentemente a los Estados Unidos y trabajó en teatro y cine, incluyendo "Padre Querido" y Estas Personas Encantadoras.
Según el biógrafo de Noël Coward, Sheridan Morley, Arlen rescató la obra The Vortex en 1924 suscribiendo a Coward un cheque por £250 cuando parecía que de otra manera la producción colapsaría. The Vortex popularizó el nombre de Coward.
Naturalmente, después de todo esta fama y atención, Arlen se sintió algo ansioso por escribir el libro que seguiría a El Sombrero Verde. Por lo tanto, Arlen escribió Young Men in Love (1927) y recibió todo tipo de críticas. 
Después de Young Men in Love, Arlen continuó con Lily Christine (1928), Babes in the Wood (1929), y Men Dislike Women (1931), ninguno de los cuales recibió las críticas entusiastas que El Sombrero Verde había recibido. Arlen también escribió un volumen de Historias de Fantasmas (1927), el cual estuvo influido por Saki, Oscar Wilde y Arthur Machen.

### Edad adulta: Fuera de América

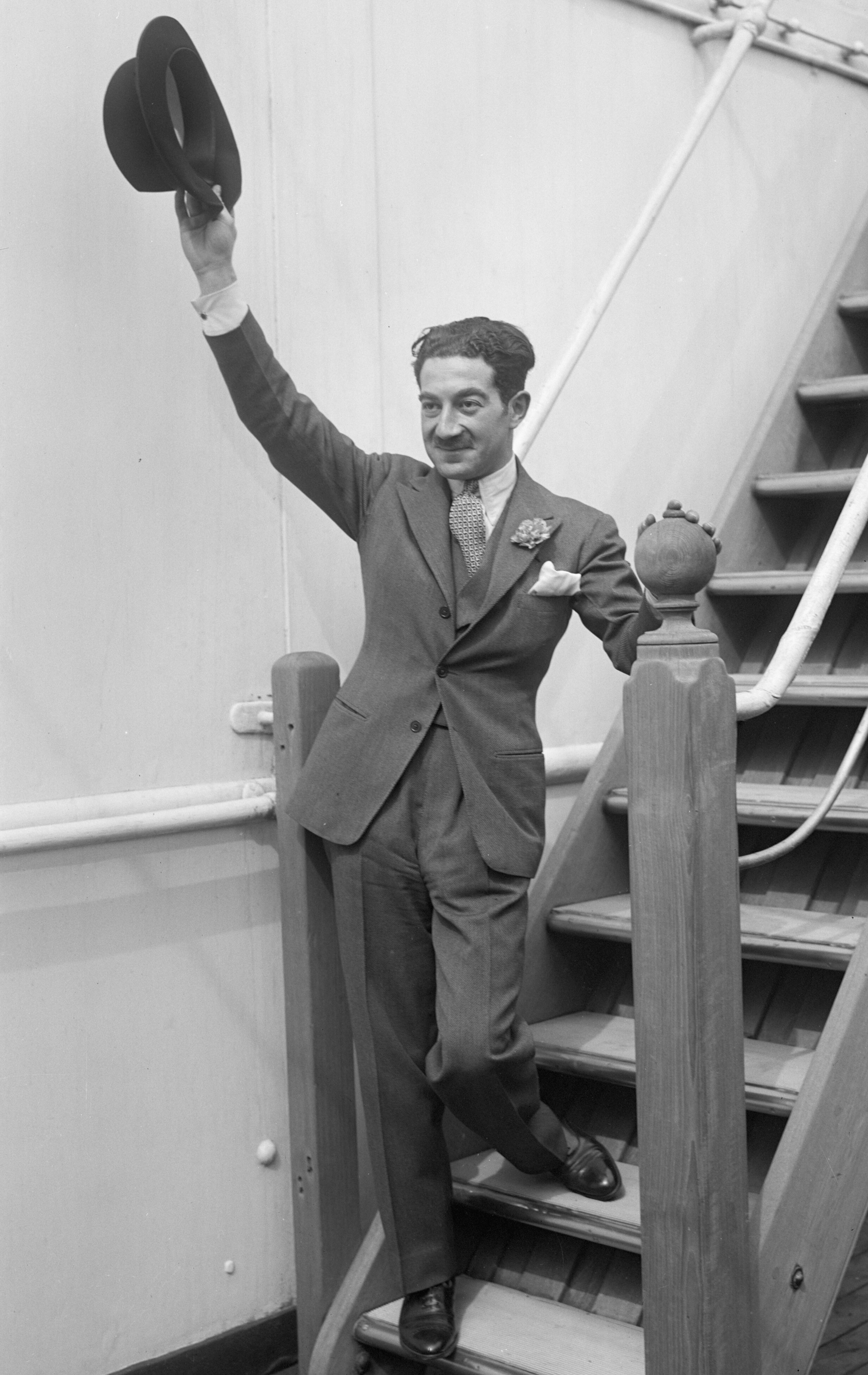
Michael Arlen, 1920s

En 1927, Arlen, sintiendo enfermo, se encontró con D. H. Lawrence en Florencia, donde Lawrence trabajaba en El amante de Lady Chatterley, para el cual Arlen sirvió como modelo por Michaelis.
En 1928, Arlen se casó con la Condesa Atalanta Mercati en Cannes, Francia, adondese había mudado. Tuvieron dos niños, un varón, Michael John Arlen nacido en 1930, y una niña, Venetia Arlen, nacida en 1933.
Con su novela siguiente, Man's Mortality (La mortalidad del hombre) (1933), Arlen giró a la escritura política y ciencia ficción, dejando de lado sus anteriores romances de la sociedad elegante. Ambientado cincuenta años en el futuro, en 1983, el libro puede ser visto como retratando una distopía, cuyos gobernantes reclaman que es una Utopía. Pero los críticos lo compararon desfavorablemente con  Un mundo feliz, de Huxley, el cual había sido publicado el año antes.
En los años siguientes, Arlen también regresó al terror gótico con Hell! Said the Duchess: A Bed-Time Story (1934). En su colección final de cuentos, The Crooked Coronet (1939), Arlen brevemente regresa a su más temprano estilo romántico, pero también a la comedia. La fama de Arlen el mundo de la ficción policial descansa en un cuento, "Gay Falcon" (1940), en el cual introduce al caballero sabueso Gay Stanhope Falcon. Rebautizado Gay Lawrence y apodado el Halcón (the Falcon), el personaje fue adoptado por Hollywood en 1941 y se expandió a una serie de películas de misterio con George Sanders en el rol principal. Cuando Sanders dejó el rol, fue reemplazado por su hermano Tom Conway, quién representó al hermano de Gay Lawrence, Tom, y también utilizó el apodo el Halcón.
En 1939, cuando empezó la Segunda Guerra Mundial, Arlen regresó a Inglaterra para servir a ese país en la contienda. Mientras su mujer, Atalanta, se unió a la Cruz Roja, Arlen escribió columnas para El Tatler. Ese mismo año fue publicado su libro final, The Flying Dutchman (1939), un libro político, comentando severamente la posición de Alemania en la Segunda Guerra Mundial.
En 1940, Arlen fue nombrado Agente de Relaciones Públicas de Defensa Civil para East Midlands, pero cuando su lealtad a Inglaterra fue cuestionada en la Cámara de los Comunes en 1941, Arlen dimitió y se mudó a América, donde se estableció en Nueva York en 1946. Por los siguientes diez años de su vida, Arlen padeció el bloqueo del escritor.  Murió de cáncer el 23 de junio de 1956 en Nueva York.

## Recepción crítica
El escritor de terror Karl Edward Wagner incluyó Hell! Said the Duchess en su lista de "Las Trece Mejores Novelas de Terror Sobrenatural" en el número de mayo de 1983 de la revista The Twilight Zone Magazine.

## Cultura popular
El hijo de Michael Arlen tuvo un artículo Michael Arlen takes on the TV News en la edición de Playboy de mayo de 1972